# مزرعه گودی
مزرعه گودی یک منطقهٔ مسکونی در ایران است که در اصفهان شهرستان کوهپایه روستای جزه جاده شمالی روستای سهر  دهستان جبل واقع شده‌است.این مزرعه شامل ساختمانها و زمین های کشاورزی میباشد.دارای یک رشته قنات با قدمت بالای دویست سال میباشد.دارای مسجد و استخر میباشد.این مزرعه دارای سکنه با جمعیت بیست نفر میباشد.دارای راه دسترسی از روستای سهر میباشد و دارای آب و هوای بسیار مطبوع میباشد.بدلیل سیل شدیدی که در سال ۹۶ در بالادست کوه های مزرعه ایجاد شده، خسارت شدیدی به اشجار و قنات مزرعه وارد شده است.برج تاریخی و سه طبقه ورودی مزرعه گودی معرف قدمت بالای این مزرعه میباشد که با کاربری‌های مختلف اعم از دفاعی مسکونی  استفاده میکردیده است و هم اکنون بدلیل فرسایش قسمتی از آن تخریب شده است و جز آثار تاریخی منطقه جبل میباشد.